# 托凱馬
托凱馬是哥倫比亞的城鎮，位於該國中部，由昆迪納馬卡省負責管轄，距離首府波哥大102公里，始建於1544年3月20日，面積246平方公里，海拔高度530米，2005年人口16,149。